# Шулек, Стьепан
Стьепан Шулек (хорв. Stjepan Sulek; 5 августа 1914, Загреб — 16 января 1986 Загреб) — хорватский композитор, дирижёр, педагог, скрипач.

## Биография
В 1936 году закончил Музыкальную академию в Загребе, где учился у Вацлава Хумла (скрипка) и Благое Берсы (композиция).
Свою карьеру Стьепан начал в качестве дирижёра и исполнителя камерной музыки, позже самостоятельно осваивал профессию композитора. С 1933 по 1938 года был членом оркестра на Радио Загреб, с 1935 по 1938 играл в трио с пианистом Иво Мачеком и виолончелистом Станко Жепичем, а с 1939 по 1945 гг. в трио с Иво Мачеком и Антонио Янигром. С 1936 по 1938 года Стьепану достаются партии первой скрипки в знаменитом Загребском квартете.
Кроме концертных выступлений, Стьепан уже в то время начал преподавать: с 1939 по 1941 гг. он являлся профессором Средней школы при Музыкальной академии, затем во время Второй Мировой войны — профессором Учительской школы, а после — стал доцентом кафедры скрипки с 1945 по 1947 гг. и профессором композиции с 1948 по 1975 гг. в Музыкальной академии Загреба. Вплоть до 1952 года Шулек выступал как скрипач, но с 1958 по 1964 гг. был более известен как дирижёр Камерного оркестра Радио и Телевидения Загреба.
Под руководством Стьепана Шулека Музыкальную академию закончили такие известные композиторы, как Милко Келемен, Станко Хорват, Дубравко Детони, Павле Дешпаль и Игор Кульерич.
Как и многие композиторы-современники, Шулек начинал работу с фольклора, но быстро ушёл от этого, отказавшись от попыток работы с авангардными стилями. Его композиции можно отнести к неоклассицизму, в них большое внимание уделяется моторике (отражение барокко) и полифонии, Шулек открыто выступает против атональности. Как выдающийся мастер по работе с разными формами и инструментами, Шулек создал восемь симфоний, четыре “Классических концерта” для оркестра, десять сольных концертов для отдельных инструментов, а также две оперы и балет.
Все произведения Шулека объединяются его собственным выражением гуманизма, построенном на идее необходимости победы добра и гуманности над всеми человеческими страданиями. При этом из-за своего ярко выраженного консерватизма и отказа принять современные направления в музыке XX века, Стьепан находился в открытом конфликте с авангардными композиторами, собиравшимися во время Музыкального биеннале в Загребе в 1960-1970-х гг. Впрочем, это не помешало ему закрепить за собой звание одного из величайших композиторов и педагога музыки в Хорватии, оказавшего сильнейшее влияние на развитие музыки в Хорватии и появление известных хорватских композиторов.
Член Югославской академии наук и искусств (с 1954 года).
Награда имени Стьепана Шулека
Фонд Стьепана Шулека с 1993 г. ежегодно вручает награду одному из молодых композиторов, владеющему скрипкой. Включает денежную сумму и диплом.

## Сочинения
- оперы (по Шекспиру) — Кориолан (на собственное либретто, 1958, Загреб), Буря (1969, Загреб);
- симфоническо-хореографический «трактат» De veritate (1976);
- кантата Последний Адам (Posljednji Adam, 1964);
- для оркестра — 6 симфоний (1944, 2-я, Eroica, 1946; 1948, 1954, 1964, 1966), 3 классических концерта (1944, 2-й и 3-й для струнного оркестра, 1953, 1957), Торжественный пролог Sclentiae et arti (Svecani prolog …, 1966), Эпитафия потерянной иллюзии (Epitaf jednoj izgubljenoj iluziji, 1971);
- концерты с оркестром — для фортепиано (1949, 1952, 1963, 1970), скрипки (1951), альта (1959), виолончели (1949), фагота (1958), кларнета (с камерным оркестром, 1967), валторны (1972), для органа: Помни (Memento, 1974);
- камерно-инструментальные ансамбли — сонаты из фортепиано: для скрипки (1972), тромбона (1973), виолончели (1974), фп. секстет (1975);
- соната (1947) и другие произведения для фортепиано, в том числе сборник Музыка малышам (Muzika za malisane, 1946);
- для голоса из фортепиано — Циклы песен, в том числе Песня мёртвого поэта (Pjе́sma mrtvog pjesnika, 1971).